# Barak (gebouw)

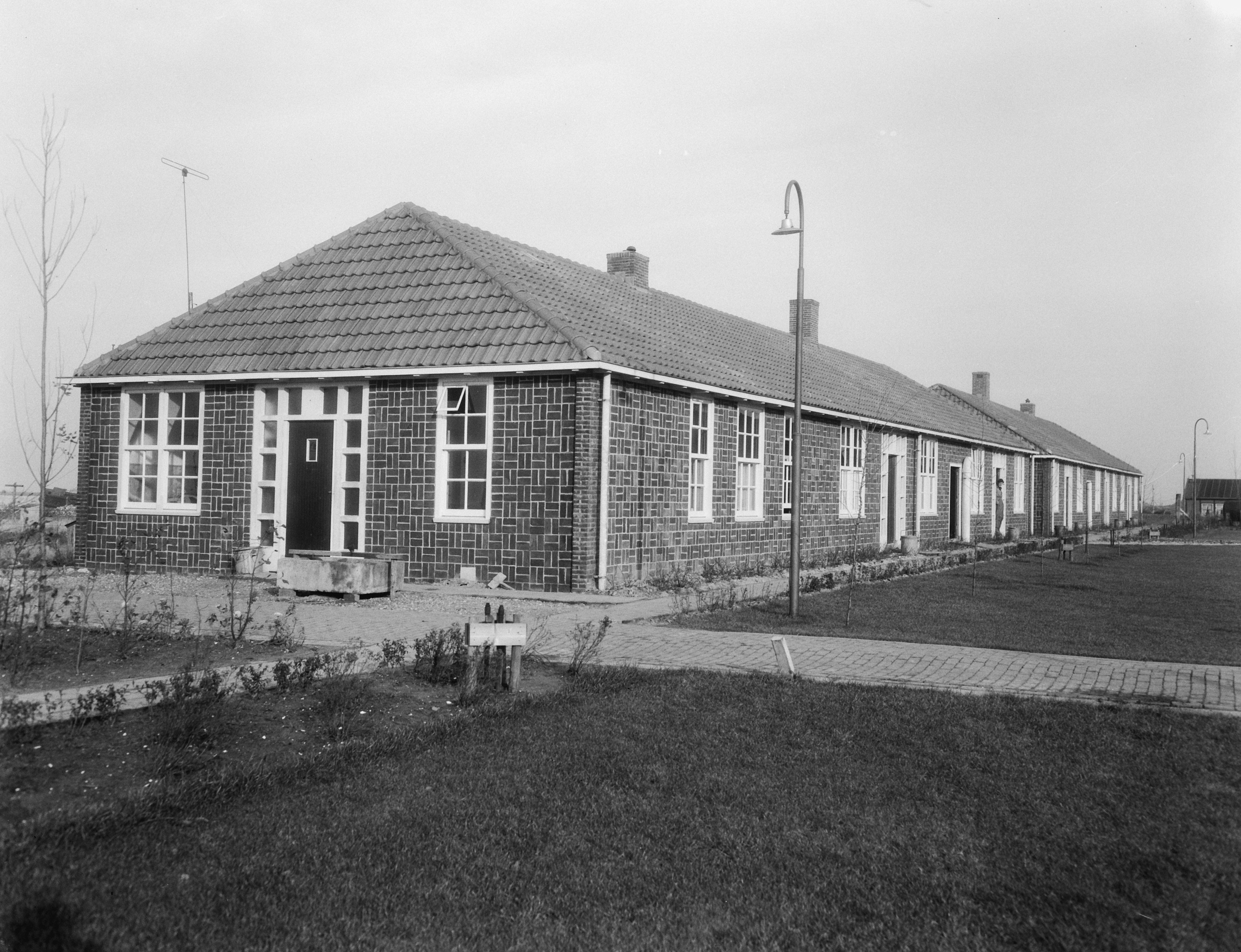
Luxe woonbarakken voor arbeiders van de Zuiderzeewerken bij Lelystad, 1954

Een barak is een gebouw dat meestal gemaakt is van hout en geen verdiepingen of kelder heeft. Soms krijgt een barak wel een stenen fundament, een geheel stenen barak is een uitzondering.
Over het algemeen zijn barakken bedoeld voor tijdelijke huisvesting, maar de bouwvorm wordt ook wel toegepast voor meer permanent gebruik en voor opslag van goederen.
Het woord barak is afgeleid van het Spaanse barraca dat lemen hut betekent. In de 17e en 18e eeuw werd het woord 'barack' in het Nederlands nog wel eens gebruikt voor soldatenverblijf, maar daarna werd het verdrongen door het uit het Frans afkomstige kazerne. De Engelse taal spreekt nog steeds van 'barracks' om huisvesting voor militairen aan te geven.

## Voorbeelden van tijdelijk gebruik
- Huisvesting voor grote groepen arbeiders bij grootschalige projecten, zoals in de werkverschaffing tijdens de economische crisis van de jaren 1930
- Huisvesting voor vluchtelingen
- Noodwoningen na rampen, zoals bombardementen en watersnood
- Noodscholen in nieuwbouwwijken of voor opvangen extra toeloop leerlingen vanwege de na-oorlogse geboortegolf
- Tijdelijke militaire kampementen en veldhospitalen
- Gebouwen voor patiënten met een besmettelijke ziekte, buiten het ziekenhuis ter afzondering
- Gebouwen in werkkampen, strafkampen en concentratiekampen

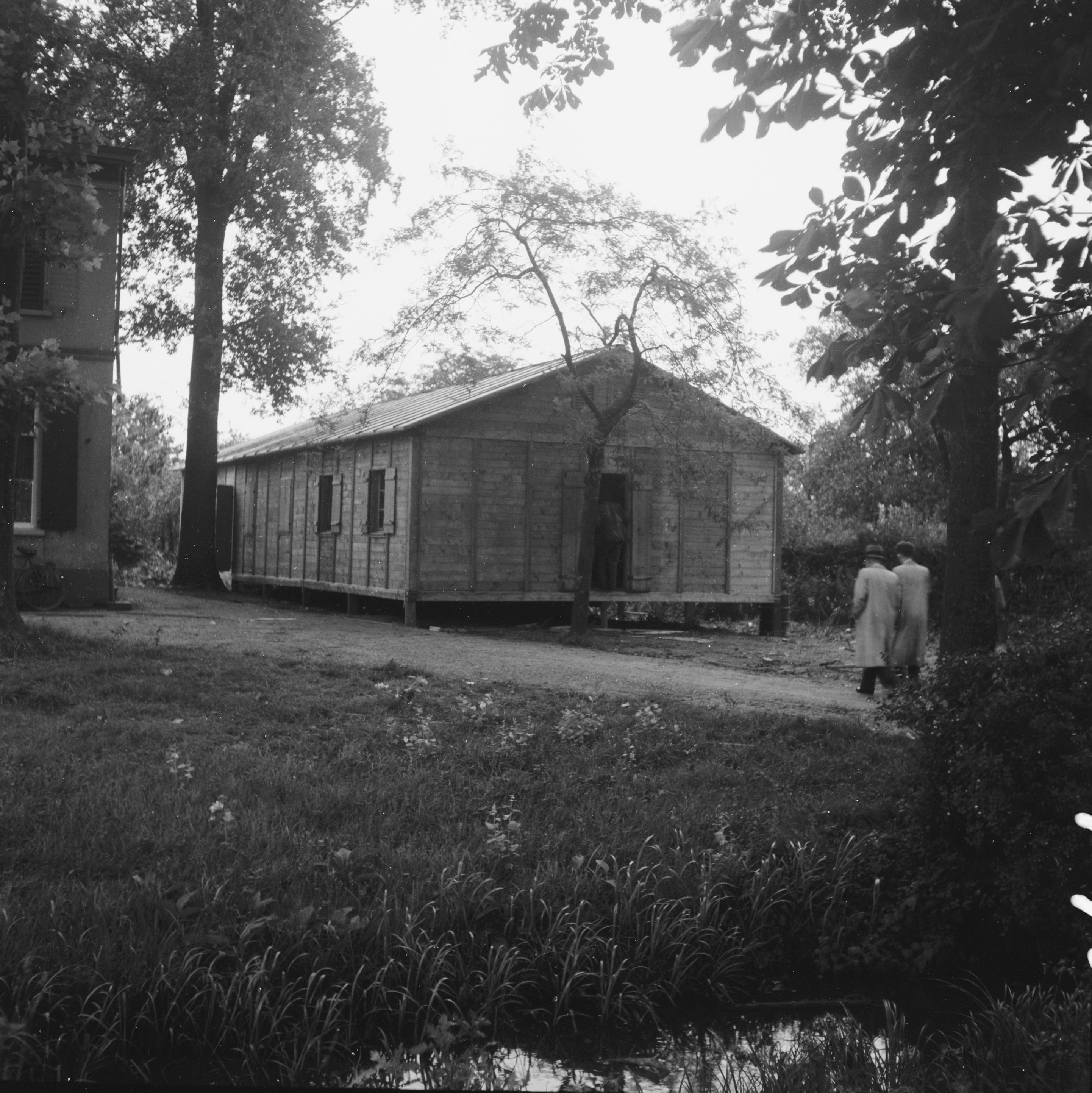
Noodwoning in de Betuwe in 1945
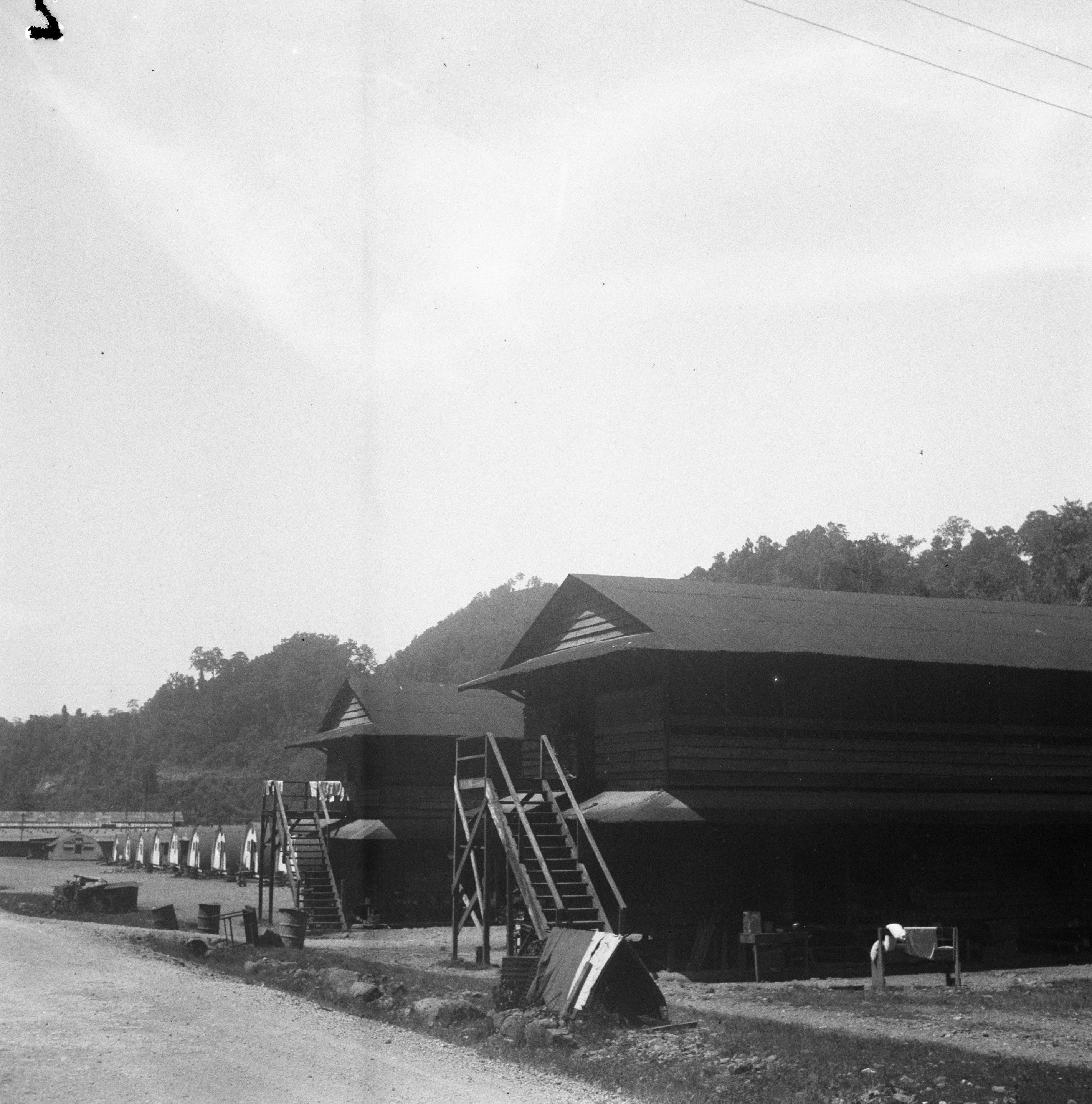
Barakken in Jayapura in Nederlands Nieuw Guinea, 1947
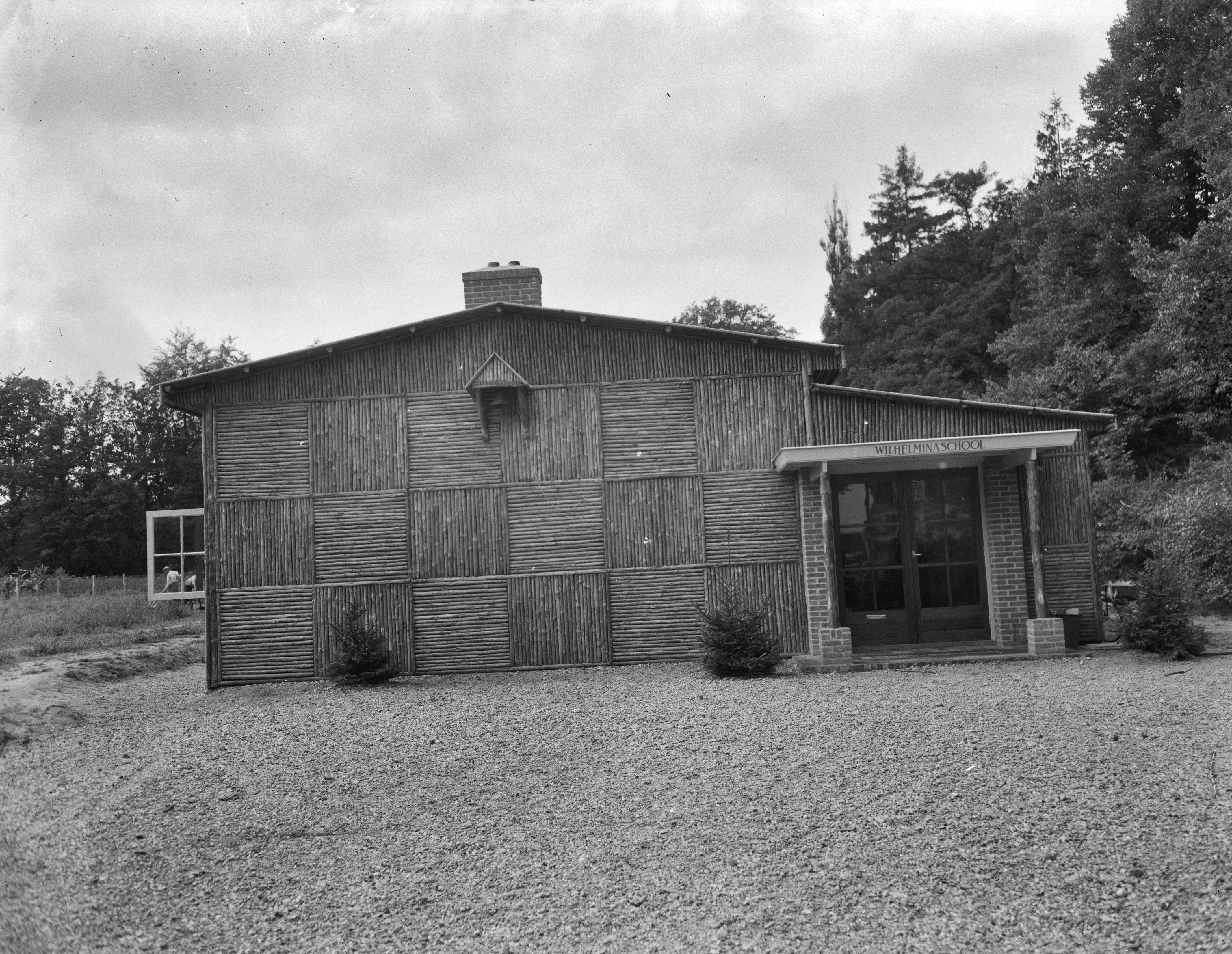
Wilhelmina-noodschool te Arnhem in 1946
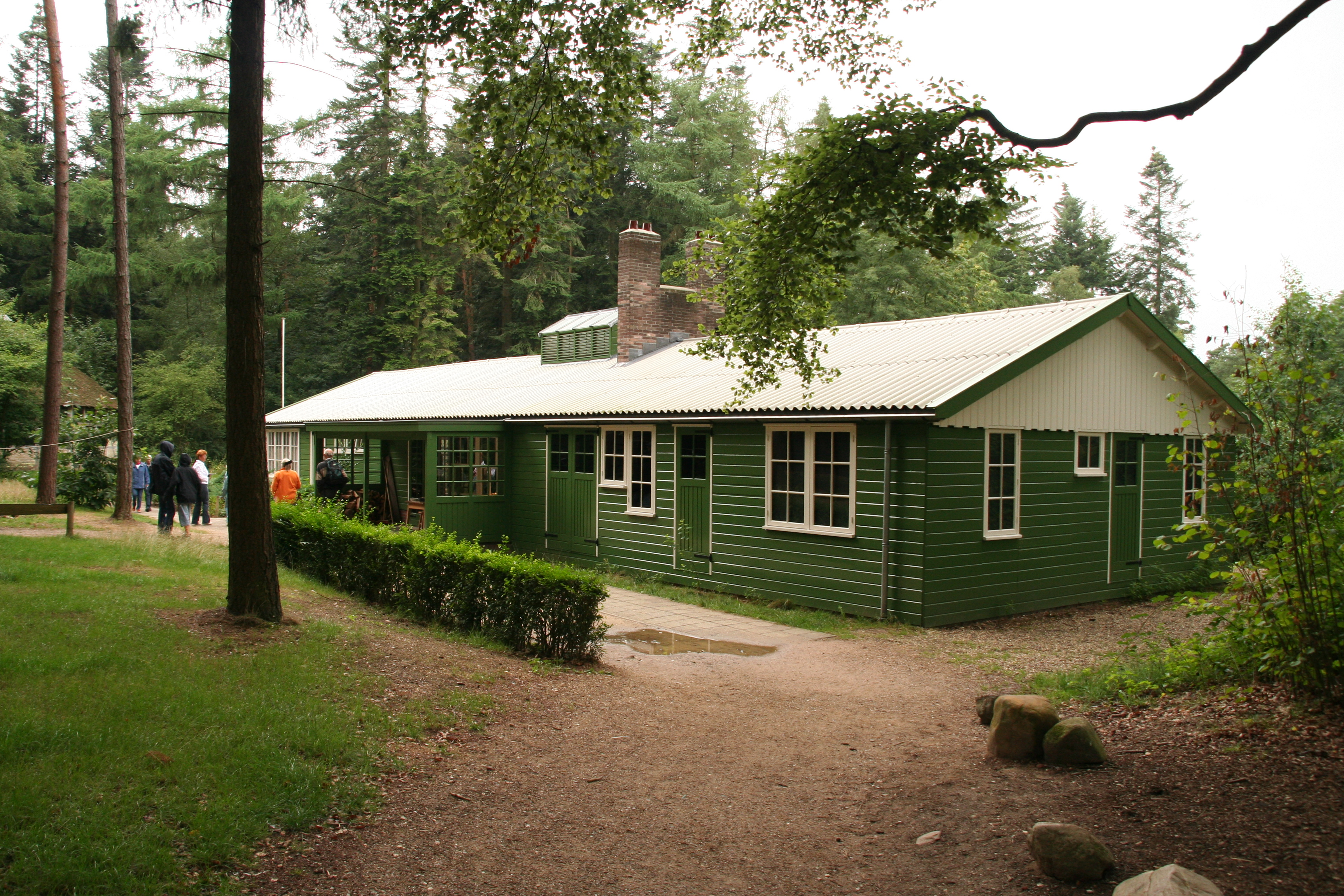
Molukse barak, in het Nederlands Openluchtmuseum sinds 2003

## Voorbeelden van permanent gebruik
- Goederenopslag
- Gebouwen voor gesubsidieerde activiteiten als buurthuis en jeugdhonk
- Barakken die worden geconserveerd voor openluchtmusea
- Woningen of kantoren met het uiterlijk van een barak

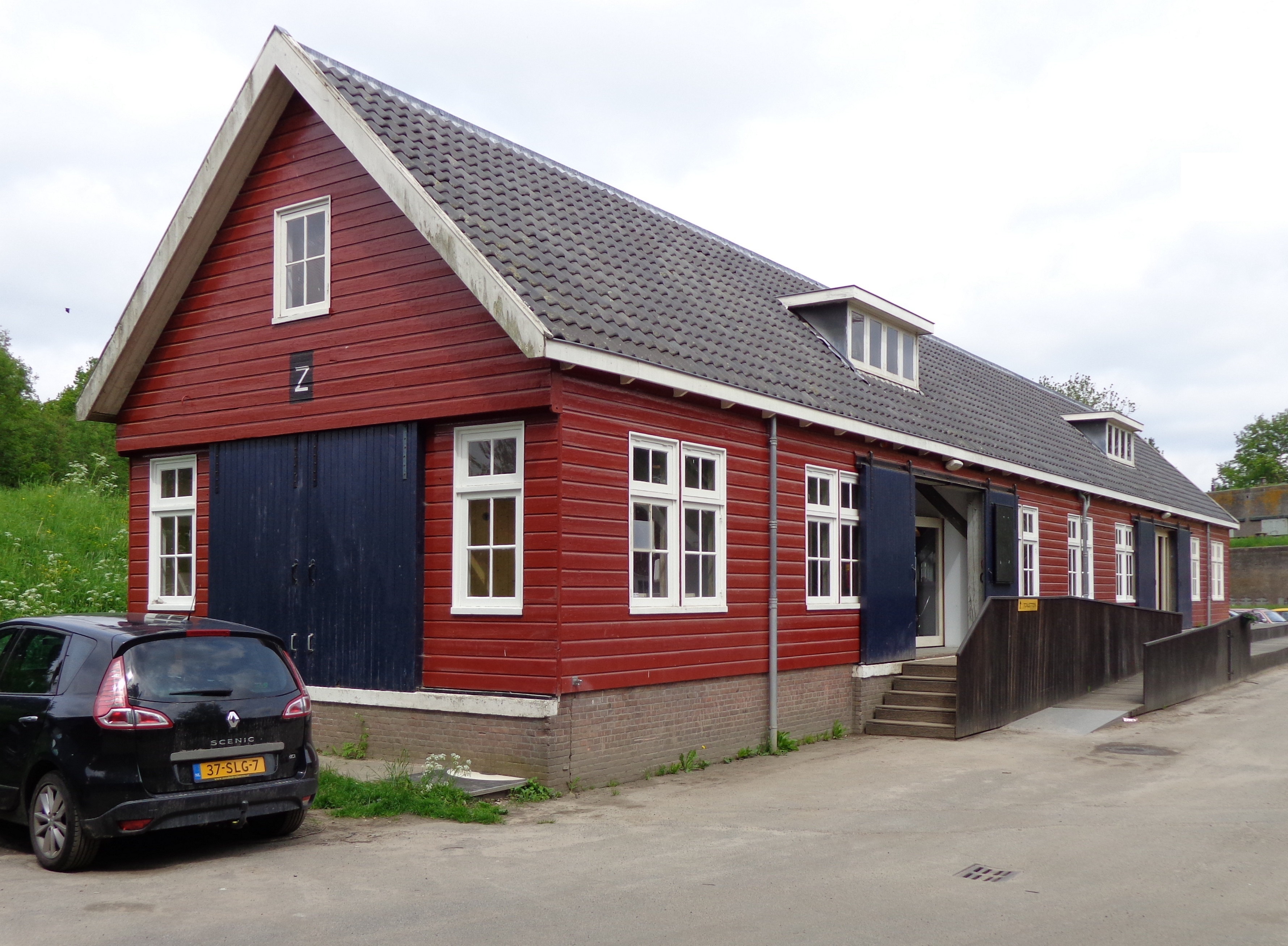
Militaire opslagplaats Fort Vechten
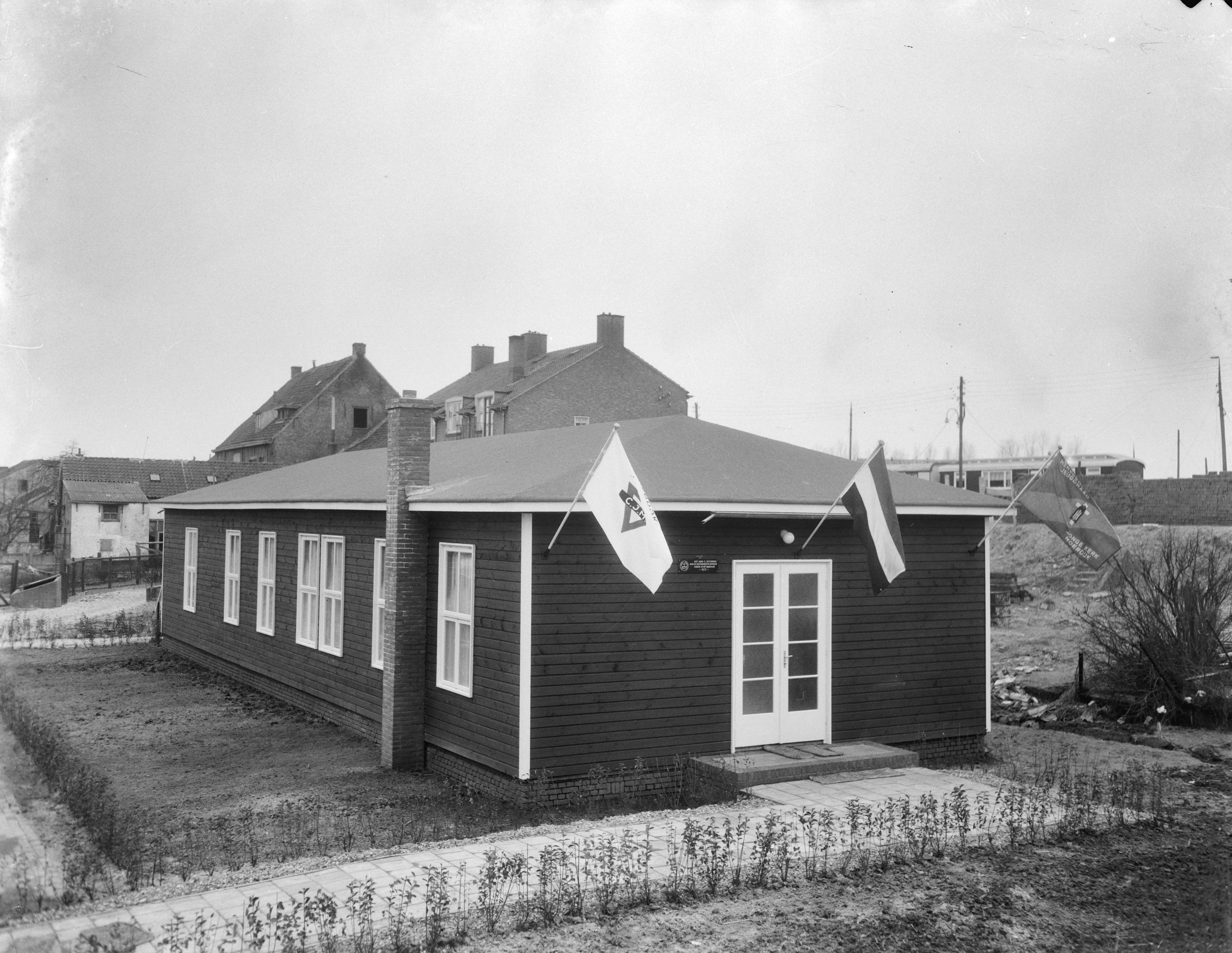
Moerdijk 1953, Jeugdcentrum, schenking Oostenrijkse en Zwitserse kerken
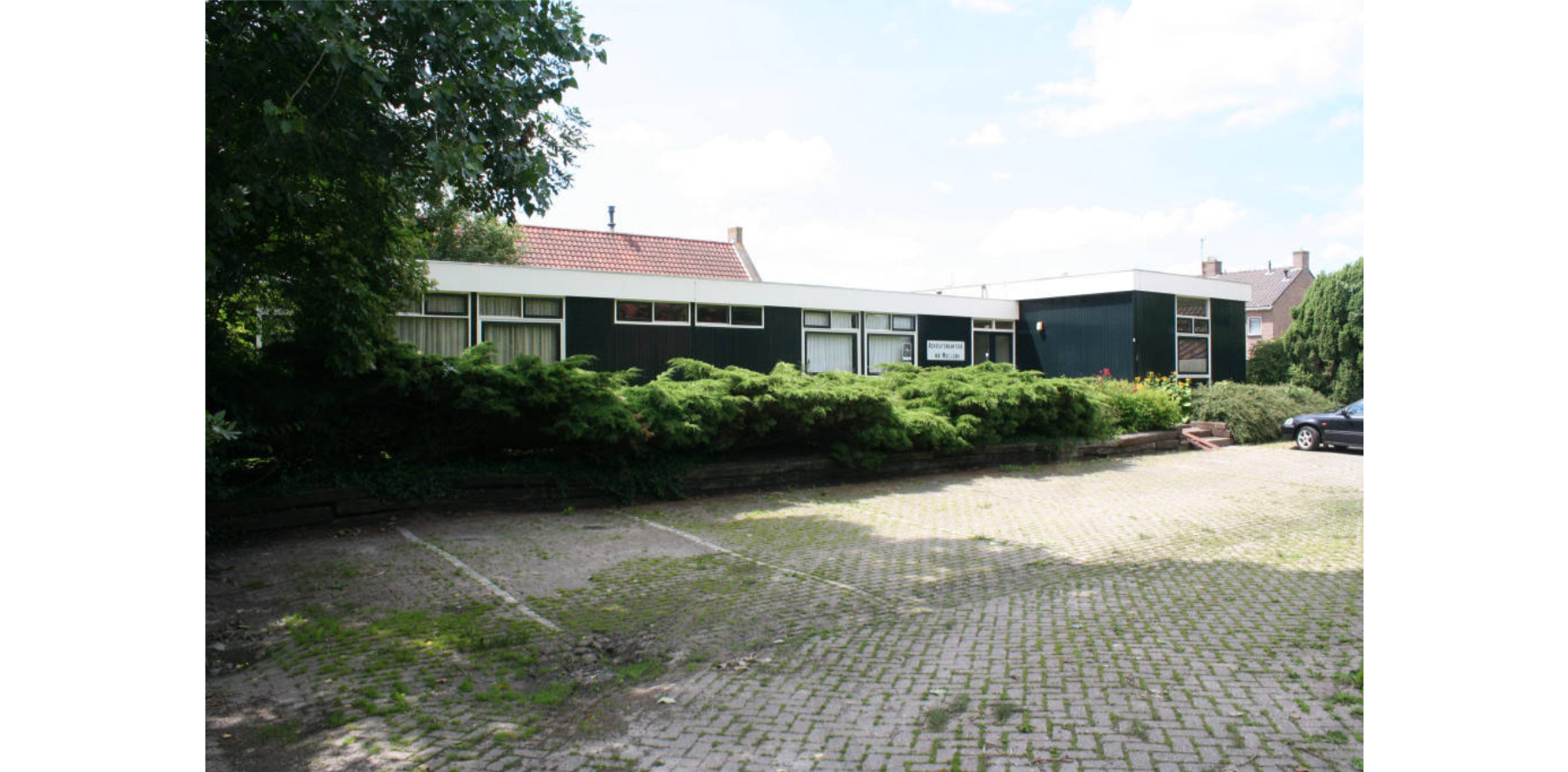
Kantoor met bouwvorm barak
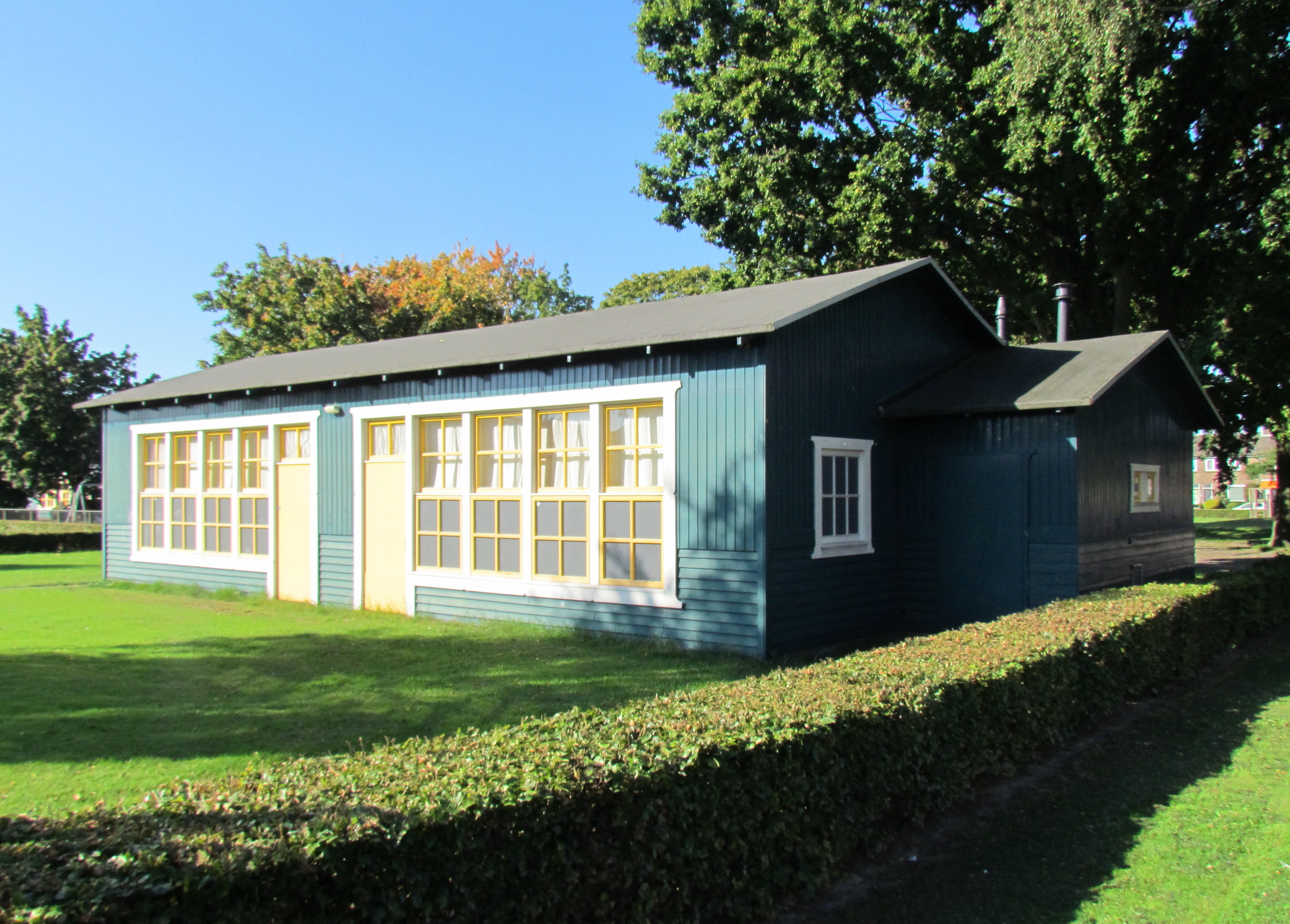
Finse school te Apeldoorn gebouwd in 1954